# Saint-Michel-d'Halescourt
Saint-Michel-d'Halescourt è un comune francese di 108 abitanti situato nel dipartimento della Senna Marittima nella regione della Normandia.

## Società

### Evoluzione demografica
Abitanti censiti